# Vườn quốc gia Monte León
Vườn quốc gia Monte León (Tây Ban Nha: Parque Nacional Monte León) là một vườn quốc gia nằm tại tỉnh Santa Cruz, Argentina. Được thành lập ngày 20 tháng 10 năm 2004, nó bảo vệ khu vực đại diện của hệ sinh thái thảo nguyên và bờ biển Patagonia, cũng như một số địa điểm hóa thạch cổ sinh vật học có giá trị cao. Vườn quốc gia này chạy dọc theo 36 km (22 dặm) về phía nam của khu vực bờ biển Argentina.
Monte León bao gồm cao vòm sa thạch, vách đá, hình thành đá, đảo, những bãi biển rộng lớn bị gián đoạn bởi các vịnh hẹp, và các bãi triều. Khu vực ven biển của vườn quốc gia chiếm khoảng 1% chiều dài bờ biển lục địa Argentina.

## Sinh thái
Thảo nguyên Patagonia thoạt nhìn với vẻ cằn cỗi nhưng lại là nơi sinh sống của số lượng đáng kể các loài thực vật. Carlos Spegazzini là người sáng lập ra ngành thực vật học ở Argentina xác định một số loài cỏ cho đến nay chưa từng được biết đến khi ông nghiên cứu khu vực này như một phần của chuyến thám hiểm khoa học.
Những người thổ dân đã sử dụng nhựa của loài cây Calafate để nhai giống như việc sử dụng kẹo cao su để làm sạch răng, hay loài Húng tây được sử dụng rộng rãi trong ẩm thực cùng nhiều loài thuốc được tìm thấy tại đây. Ngoài ra là rất nhiều các loài hoa ngoạn mục đua nở trong một khu vực khí hậu khắc nghiệt như ở Patagonia.
Monte León cũng là nơi có khoảng 20 loài chim biển và ven biển. Một trong số đó phải kể đến loài Chim cánh cụt Magellan mà vườn quốc gia này là khu vực sinh sống lớn thứ tư tại Argentina của chúng, với khoảng 60.000 cá thể. Những loài khác bao gồm Cốc biển (Phalacrocorax gaimardi và Phalacrocorax magellanicus) và Đà điểu Nam Mỹ. Các loài động vật có vú cạn và biển thì có Lạc đà thảo nguyên lớn, báo sư tử, Cá voi đầu bò phương nam và Sư tử biển.